# Ommatius fuscovittatus
Ommatius fuscovittatus là một loài ruồi trong họ Asilidae. Ommatius fuscovittatus được Ricardo miêu tả năm 1900. Loài này phân bố ở vùng nhiệt đới châu Phi.